# ラブリー・ボーン
ラブリー・ボーン（The Lovely Bones）は、2002年のアリス・シーボルドの小説。
日本では2003年5月にアーティストハウスより出版（訳：片山奈緒美）。

## 登場人物
スージー・サーモン
物語の主人公。14歳でレイプされ殺害された。
ジャック・サーモン
スージーの父親
アビゲイル・サーモン
スージーの母親
リンゼイ・サーモン
スージーの妹
バックレイ・サーモン
スージーの弟
リンおばあちゃん
アビゲイルの母親、スージーの祖母
ジョージ・ハーヴェイ
スージーをレイプし殺害した人物

## 評価
全世界で1000万部以上を売り上げた。

## 映画化
2009年に『ラブリーボーン』として映画化。監督はピーター・ジャクソン。主人公のスージーはシアーシャ・ローナンが演じた。